# Гривяк (село)
 Тази статия е за селото.  За птицата вижте Гривяк.  
Гривяк е село в Южна България. То се намира в община Кирково, област Кърджали.

## География
Село Гривяк се намира в планински район.